# Tát Trấn Băng
Tát Trấn Băng (giản thể: 萨镇冰; phồn thể: 薩鎮冰; bính âm: Sà Zhènbīng; Wade–Giles: Sah Chen-ping; 30 tháng 3 năm 1859 - 10 tháng 4 năm 1952), tự Đỉnh Minh (鼎銘), là một đô đốc hải quân và chính khách nổi tiếng trong lịch sử Trung Hoa thời cận đại. Xuất thân từ một võ quan hải quân của triều nhà Thanh, ông từng phục vụ và được bổ nhiệm vào các chức vụ cao cấp trong chính phủ và hải quân qua 4 chế độ khác nhau ở Trung Quốc.

## Thân thế

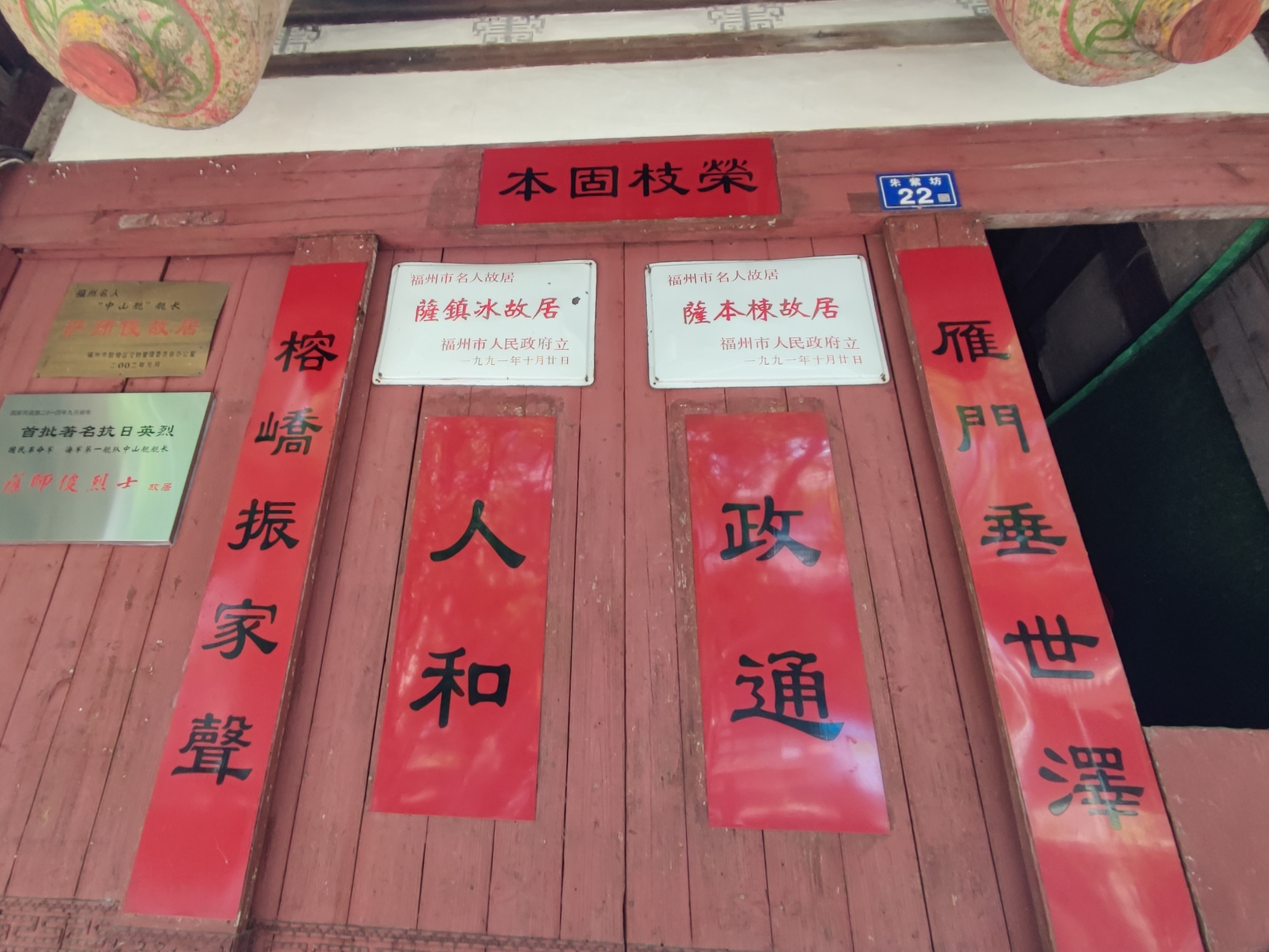
Cửa ngôi nhà khi xưa gia đình Tát Trấn Băng từng cư trú tại Phúc Châu.

Tát Trấn Băng gốc người huyện Mân, phủ Phúc Châu, tỉnh Phúc Kiến, thuộc gia tộc Nhạn Môn Tát thị (雁門薩氏) nổi danh ở Phúc Châu. Nguyên gia tộc Tát thị Nhạn Môn được cho là có nguồn gốc từ bộ tộc Đáp Thất Man thị (答失蛮氏) ở Tây Vực, đầu thời nhà Nguyên được phân vào đẳng cấp sắc mục (色目). Đến thời Tát Đô Lạt (薩都剌), được triều đình ban cho họ Tát, cư trú ở Nhạn Môn, Sơn Tây, hình thành Nhạn Môn Tát thị. Cuối đời nhà Nguyên, Tát Trọng Lễ (薩仲礼) đưa gia đình di cư đến Phúc Châu, hình thành nhánh Nhạn Môn Tát thị được biết đến nhiều nhất, được xếp vào Bát đại gia tộc ở Phúc Châu. Tát Trấn Băng chính là xuất thân từ nhánh gia tộc danh môn này.
Tát Trấn Băng sinh ngày 30 tháng 3 năm 1859, tại Phúc Châu, Phúc Kiến. Cha là Tát Di Thần (薩怡臣), tự Hoài Lương (懷良), hiệu Nạp Cát (納吉), từng đỗ Tú tài thời Đạo Quang, làm nghề dạy học. Thời đó, do gia cảnh nhà bần hàn, nên từ ấu thơ, Tát Trấn Băng đã được gửi nuôi tại nhà người chú họ là danh y Tát Giác Dân (薩覺民). Nhờ đó mà ông có điều kiện được học kinh thư.

## Bỏ nghiệp khoa cử, binh nghiệp tiến thân
Do gia cảnh khó khăn, Tát Trấn Băng đành phải bỏ nghiệp khoa cử mà chọn con đường tiến thân bằng binh nghiệp, vốn rất bị xem thường vào thời đó. Ông xin theo học tại trường quân sự do Tân quân thành lập. Năm Đồng Trị thứ 8 (1869), nhờ sự tiến cử của Thuyền chính Tổng lý Đại thần Thẩm Bảo Trinh (沈葆楨), vốn có quan hệ hữu hảo với cha ông, cộng với kết quả thi tuyển hạng Ưu, Tát Trấn Băng được nhập học khóa II tại Phúc Châu Thuyền chính Học đường, trở thành học viên nhỏ tuổi nhất tại học viện này khi mới 11 tuổi. Một bạn học của Tát Trấn Băng tại đây là Đặng Thế Xương, người về sau nổi tiếng trong Hải chiến Hoàng Hải.
Năm Đồng Trị thứ 11 (1872), Tát Trấn Băng tốt nghiệp Thủ khoa học viện, được điều động đến thực tập trên Tuần phòng hạm Dương Võ. Năm Quang Tự thứ 2 (1876), Cục Hàng hải Phúc Kiến tuyển 12 du học sinh xuất ngoại đợt đầu tiên, trong đó có Tát Trấn Băng. Sau khi đến được Anh quốc, 6 du học sinh đã bỏ học, Tát Trấn Băng cùng 5 du học sinh khác theo học tại Cao đẳng Hải quân Hoàng gia (Royal Naval College) tại Greenwich. Tháng 3 năm 1880, ông cùng các bạn tốt nghiệp, tháng 9 trở về nước.
Năm Quang Tự thứ 7 (1881), dưới sự chỉ đạo của Lý Hồng Chương, Tát Trấn Băng được bổ nhiệm đến Hạm đội Nam Dương, làm phó hạm trưởng Pháo hạm Trừng Khánh. Sau đó một năm, ông lại được điều đến Thiên Tân làm giảng viên tại Thiên Tân Thủy sư Học đường. Năm Quang Tự thứ 12 (1886), ông được điều động về Hạm đội Bắc Dương, làm hạm trưởng Pháo hạm Uy Viễn. Một năm sau, chuyển sang làm hạm trưởng Huấn luyện hạm Khang Tế. Năm 1888, ông được thăng chức Tham tướng. Tháng 5 năm 1894, ông được thăng chức Phó tướng.

## Trận Uy Hải Vệ
Đến năm 1895, ông tham gia Trận Uy Hải Vệ trong Chiến tranh Thanh-Nhật, dẫn đầu một nhóm thủy thủ từ tàu huấn luyện Kangji trong mười ngày phòng thủ của một pháo đài ven biển ngoài khơi Uy Hải.
Vào thời điểm đó, Đô đốc Nhật Bản Itō Sukeyuki đã kêu gọi lãnh đạo Bắc Dương Đinh Nhữ Xương đầu hàng, hứa hẹn ông tị nạn chính trị ở Nhật Bản; Đô đốc Đinh Nhữ Xương đã chọn tự tử bằng khẩu súng lục trong văn phòng của ông tại trụ sở đảo Lưu Công. Đô đốc Lưu Bộ Thiềm, sau khi tàu chiến của ông bị đánh bom bởi chất nổ, cũng tự tử bằng cách uống thuốc độc. Phó đô đốc người Scotland John McClure đã nắm quyền chỉ huy Hạm đội Bắc Dương,  người đã hoàn thành các cuộc đàm phán đầu hàng với Đô đốc Ito. Khi đội trưởng duy nhất còn sống vào cuối trận chiến, Tát Trấn Băng được giao nhiệm vụ chính thức đầu hàng Đô đốc Ito.

## Sự nghiệp sau đó
Năm 1905, Tát Trấn Băng được bổ nhiệm làm Đô đốc-trưởng của Hạm đội Bắc Dương, Hạm đội Nam Dương và Hạm đội Quảng Đông, được giao nhiệm vụ xây dựng lại Tân Thức Hải quân Đại Thanh sau thất bại trong Chiến tranh Thanh-Nhật. Dưới sự lãnh đạo của ông, hiệu quả chung của nhân viên hải quân Trung Quốc được cải thiện đáng kể.
Trong cuộc khởi nghĩa Vũ Xương năm 1911, Tát Trấn Băng được lệnh đi thuyền đến Vũ Hán để đàn áp các nhà cách mạng; khi nhận ra xu hướng cách mạng của các thủy thủ, ông từ chức vào ngày 1 tháng 11 tại Thượng Hải. Tuy nhiên, ông được bổ nhiệm làm Bộ trưởng Hải quân bởi Viên Thế Khải, lúc đó là Nội các Tổng lý Đại thần Nhà Thanh.
Tát Trấn Băng một thời gian ngắn phục vụ như là thủ tướng Chính phủ dưới thời Chính phủ Bắc Dương vào năm 1920, sau đó là Tỉnh trưởng Phúc Kiến 1922-1926.
Năm 1949, gần cuối Nội chiến Trung Quốc, Tát Trấn Băng từ chối lời đề nghị của Tưởng Giới Thạch để sơ tán đến Đài Loan, thay vào đó cam kết trung thành với Đảng Cộng sản Trung Quốc.
Sau khi thành lập Cộng hòa Nhân dân Trung Hoa, ông là ủy viên Hội nghị Hiệp thương Chính trị Nhân dân Trung Quốc khóa I, ủy viên Quân sự Cách mạng Nhân dân Chính phủ Nhân dân Trung ương, Ủy viên Ban Đối ngoại Chính phủ Nhân dân Trung ương, và ủy viên Ủy ban Chính phủ nhân dân tỉnh Phúc Kiến.
Tát Trấn Băng qua đời tại quê hương Phúc Châu năm 1952, ở tuổi 94.